# 久保康友
久保 康友（くぼ やすとも、1980年8月6日 - ）は、奈良県橿原市出身のプロ野球選手（投手）。右投右打。
2017年に日本プロ野球界を離れてからは「野球は趣味」として海外球団を中心に現役を続けている（詳細後述）。

## 経歴

### プロ入り前
橿原市立鴨公小学校時代は藤原京跡グラウンドをホームグラウンドとする少年野球チーム「ホワイトベアーズ」に所属し、橿原市立八木中学校時代は軟式野球部でプレーしていた。
関西大学第一高校時代は、同校に合宿所がないこともあり、橿原市の自宅から大阪府吹田市の学校まで電車を乗り継ぎ、1時間半かけて通学していた。3年時にはエースとして同校の69年ぶりとなる第70回選抜高等学校野球大会に出場し、松坂大輔・小池正晃・後藤武敏・小山良男らを擁する横浜高校と決勝で対戦し、準優勝。夏の第80回全国高等学校野球選手権大会にも出場を決めて春夏連続出場を果たし、また同校初の選手権大会となったが、準々決勝で寺本四郎・高橋一正らを擁する明徳義塾高校に2-11で敗れた。大会後に中村順司が率いる第3回AAAアジア野球選手権大会日本代表に選出され、同大会優勝に貢献。高校時代の同級生には工藤和樹がいる。同年のプロ野球ドラフト会議前には球速140 km/h超の速球とキレの良いスライダーを投げる本格派投手として注目され、読売ジャイアンツ（巨人）、横浜ベイスターズ、オリックス・ブルーウェーブ、近鉄バファローズなどNPBの7球団が調査書を提出していたが、指名されることはなかった。
高校卒業後は松下電器に入社したが、野球部入部当初は度重なる故障に悩まされて登板機会が少なく、入社5年目の2003年後半から好成績を残して主力選手に成長した。同年の第30回社会人野球日本選手権大会では圧倒的優位が予想されていた対伏木海陸運送戦でリリーフ登板し、4イニングを投げて最高球速148 km/hの速球で7三振を奪ったが、9回裏の先頭打者に四球を与えたのをきっかけにサヨナラ負けを喫した。2004年はこの時の反省を生かしエースとしてフル回転し、後にプロでチームメイトとなる手嶌智・能見篤史・渡辺亮らと共に第22回ハーレムベースボールウィーク日本代表に選出された。
2004年11月17日に行われたプロ野球ドラフト会議において自由獲得枠で千葉ロッテマリーンズに入団。松坂世代で最後に自由獲得枠でプロ入りした選手となり、2007年のドラフト会議で北海道日本ハムファイターズに多田野数人が指名されるまでは「松坂世代最後の大物」と呼ばれていた。

### ロッテ時代
2005年4月2日の対福岡ソフトバンクホークス戦にリリーフでプロ初登板。4月24日の対東北楽天ゴールデンイーグルス戦でプロ初先発・初勝利・初完封を記録。5月4日にチームが45年ぶりの12連勝を記録した試合で勝利投手になり、5月19日まで7連勝を記録。しかし8月10日の対北海道日本ハムファイターズ戦で連勝は止まり、1950年の荒巻淳、榎原好以来となる球団新人記録の8連勝はならなかった。9月17日の対西武ライオンズ戦で3度目の完封勝利となる10勝目を挙げ、前述の荒巻（26勝8敗）と榎原（16勝7敗）以来球団史上55年ぶり、右投手では球団初となる新人での2桁勝利を記録した。最終的に規定投球回到達はならなかったが、オフの11月4日には球団史上6人目、投手としてはチームが前回日本一になった1974年の三井雅晴以来となる新人王を獲得。同日に婚約を発表した。
2006年は清水直行、渡辺俊介らがWBCからの帰国直後で休養をとる必要があり、小林宏之が右太腿筋痛を訴え、小野晋吾は発熱するなどのチーム事情から、3月25日の対ソフトバンク戦で開幕投手を務めたが5失点で敗戦投手となった。同年は前半だけで6勝を挙げたが、セ・パ交流戦以降は防御率6点台で、8月以降は6連敗を喫するなど最終的には7勝にとどまった。シーズン防御率は4点台でリーグ2位の13敗を記録したが、プロ入り初めて規定投球回に到達した。
2007年の前半戦は勝利投手となっても防御率が悪い状態が続き、6月25日の対横浜ベイスターズ戦で左手甲に打球を受け左第5中手骨骨折で全治6週間と診断され6月29日に登録抹消された。8月7日に一軍復帰して以降は防御率3点台前半と好調を維持した。10月3日、10月5日には同年初の中継ぎ登板をしたが、これは10月8日から始まるクライマックスシリーズを見据えての調整登板だった。同年は9イニング平均で与四球が0.77個と少なかった。
2008年は開幕から大量失点を繰り返し、中継ぎへの配置転換や二軍降格も経験した。シーズン後半は巻き返しも見せたが、登板数33、自己ワーストの4勝、防御率4.95に終わり、投球回数も初めて100に届かなかった。

### 阪神時代

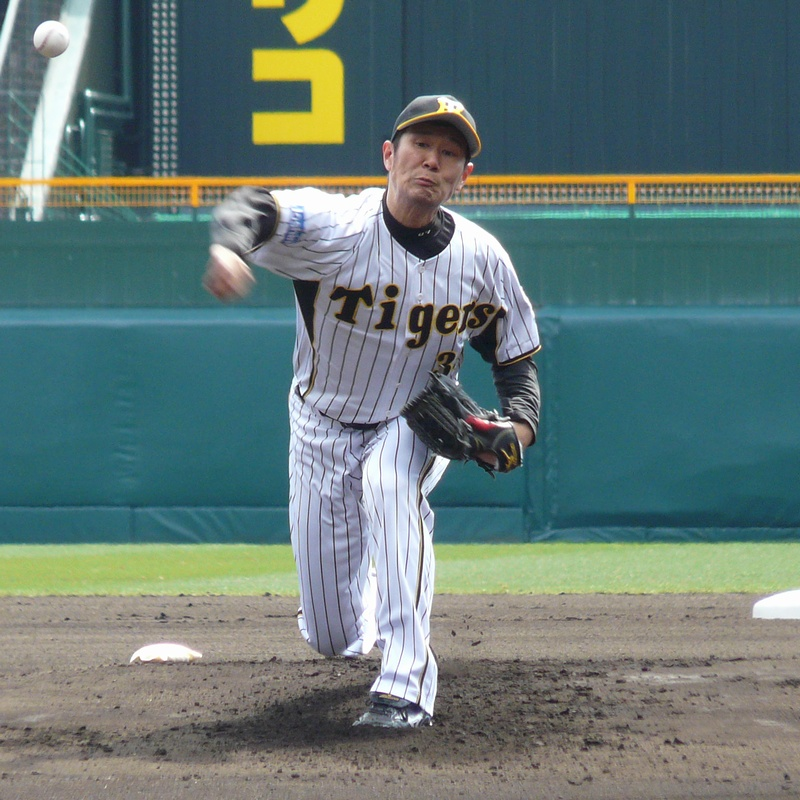
阪神時代（2013年）

2009年3月4日、橋本健太郎との交換トレードで阪神タイガースへ移籍。社会人時代の同僚でバッテリーを組んでいた岡﨑太一と再びチームメイトとなった。背番号は橋本が着けていた34をそのまま受け継いだ。3月5日に入団発表を行い、翌6日にチームに合流した。4月7日の対広島東洋カープ戦で移籍後初登板。チームは勝ったものの勝敗がつかず、その後も好投しながら勝ち星が付かなかったが、5月25日の対ロッテ戦で古巣相手に移籍後初勝利を挙げた。7月14日の対中日ドラゴンズ戦において史上7人目、最年少での全球団勝利を達成し、7月30日の対横浜戦では4年ぶりの完封勝利を記録するなどシーズンを通して先発ローテーションとして投げ、防御率3.75, 9勝8敗の成績を記録した。その一方でリーグ最多の16死球、同2位の9暴投を喫した。
2010年3月31日の対広島戦で先発としてシーズン初登板・初勝利を挙げた。故障や不調で手薄だった先発陣の中で唯一、先発ローテーションを最初から最後まで守りきり、このシーズンより阪神に移籍加入し正捕手を務めた城島健司との相性や打線の援護にも恵まれて勝利を重ねた。8月12日の対広島戦で10勝目を挙げて5年ぶりの2桁勝利を達成。8月29日の対東京ヤクルトスワローズ戦では、自己新記録となる11勝目を挙げた。最終的には14勝してリーグ最高勝率となる勝率.737を記録し、自身初のシーズン200投球回に到達した。
2011年は契約更改が遅れたことにより、春季キャンプには当初は自費で参加し、そのキャンプ中に契約更改を行った。前年の実績もあり開幕投手候補にもなったが、開幕2カード目の対中日1戦目がこのシーズンの初登板となった。当初は先発投手陣の一角を担っていたが、シーズン中盤に左脇腹の故障で一時離脱したことや相性の良かった城島の故障離脱が響き、成績は8勝止まりだった。
2012年も先発陣の一角となったが、5月20日の対楽天戦にて4回4失点で敗戦投手となったのを機に一軍登録を抹消、交流戦明けの7月14日の対ヤクルト戦で先発復帰し、勝敗はつかなかったものの7回を無失点に抑えたが、以降は打線の援護に恵まれない場面が続き、最終的に自身初の防御率2点台を記録しながらも自己ワーストタイの4勝、さらに移籍後初のシーズン負け越しとなった。なお、この年はシーズン終了間際に国内フリーエージェント (FA) 権を取得とNPBが一時発表したが、9月22日、NPBのミスによりFA資格を得るための日数が「7年23日」から「7年」と訂正。2012年の国内FA権取得は不可能となった。同日、甲子園で行われた対中日戦前、NPBの下田事務局長が久保に直接謝罪した。
2013年、前年まで抑えを務めてきた藤川球児のMLB移籍に伴い、久保が後任として抑えに転向、4月11日の対読売ジャイアンツ戦でプロ初セーブを挙げた。3月・4月は11試合で2勝1敗、4セーブ2ホールド、防御率0.64の成績だったが、5月に入って8試合で防御率12点台と打ち込まれるようになった。敗戦投手になった久保はこの試合が6度目の救援失敗で、翌29日に登録を抹消された。太ももの故障も重なり、一軍復帰は8月5日にまでずれ込んだ。その間の抑えには福原忍がほぼ定着していたが、久保は7回 - 8回にかけてのセットアッパー起用に変更された。結局この年の先発登板はなかった。最終成績はプロ入り最多の44試合登板で3勝4敗6セーブ11ホールド・防御率2.85の成績を残した。オフの11月15日に国内FA権を行使することを表明した。

### DeNA時代
2013年12月2日に横浜DeNAベイスターズが、久保の獲得を発表した。背番号は、前身球団の大洋ホエールズで長らくエースの座にあった平松政次が着用していた27。
2014年には2年ぶりに先発に復帰し、一軍公式戦の開幕から先発ローテーションの一角を担った。5試合に登板した7月には、高い援護率（8.16）を背景に、4勝と防御率2.79を記録。月間MVPの候補に挙げられたが、受賞には至らなかった。8月終了時点での勝利数は11勝で、リーグの最多勝利を狙える位置にあった。9月には、一軍公式戦5試合に登板。月間投球回数40イニングで、防御率0.90、WHIP 0.85ながら、援護率が1.98にとどまった影響で、1勝を挙げただけにとどまった。結局、最多勝利のタイトルも逃したが、一軍公式戦全体では自身4年ぶりの2桁勝利（12勝）を記録した。
2015年には9年ぶりに開幕投手に抜擢されたが敗戦投手となった。7月13日の対巨人戦（横浜スタジアム）で一軍公式戦通算1000奪三振を記録したが、8月下旬に右肩の痛みを訴えて戦線を離れると、そのままシーズンを終えた。一軍公式戦全体では、21試合に登板。2年連続でチームトップの勝ち星（8勝）を挙げたが、セ・リーグの最終規定投球回には到達せず、防御率も4.12に達した。
2016年には同姓の久保裕也が入団したことを受けて、スコアボードの表記を久保康に変更。レギュラーシーズンでは、8月24日に古巣の阪神戦（横浜）で一軍公式戦通算1500投球回を達成する一方で、一軍と二軍を4回往復。一軍公式戦全体では、15試合の登板で、防御率3.55ながら5勝8敗と負け越した。8月25日には、レギュラーシーズン5回目の出場選手登録抹消。チームはレギュラーシーズン3位で史上初のクライマックスシリーズ進出を果たしたが、久保自身にはポストシーズンでの登板機会がなかった。
2017年には、久保裕也の退団（楽天への入団テスト経由で移籍）によって、スコアボードの表記が苗字だけ（久保）に戻った。レギュラーシーズンでは、一軍公式戦の開幕に出遅れたものの、4月30日の対広島戦（横浜）でシーズン初登板・初先発・初勝利を挙げた。6月17日の対オリックス戦（横浜）から7月9日の対中日戦（ナゴヤドーム）まで先発で3連勝を記録したものの、実際にはローテーションの谷間の試合で先発を任されていただけに過ぎず、一軍公式戦の登板数は7試合にまで減少。チームは2年連続のクライマックスシリーズと1998年以来19年ぶりの日本シリーズ進出へ至ったものの、久保自身は8月8日の対ヤクルト戦（神宮）でシーズン2敗目を喫したことを最後に、一軍から遠ざかった。9月に翌年の契約をめぐって球団幹部と交渉。この際、翌年の戦力構想外であることが告げられ、他球団での現役続行を模索することで合意し、10月5日に自由契約扱いで退団することが発表され、12月2日付で、自由契約選手として公示された。
後年、この時には既に現役に強いこだわりがなかったことを明かしており、戦力構想外であることが告げられた瞬間、「ずっと今までプロ野球をやるために色んなことを我慢してきた。これでやっと自分の好きなことができる」という感謝の思いで、立ち上がって「ありがとうございます」と球団幹部と握手したという。もともと久保自身は、自分を必要としてもらえる間は自分から辞めることはしない方針であり、球団に呼ばれた際、「クビになるんじゃないか」という気持ちと「やっと新しいこと始められる」という気持ちが混ざり合っていた。当日、妻と話した際には「今がほんま楽しそう」と言われたという。

### 海外リーグ時代
2018年4月20日、独立リーグ・アメリカン・アソシエーションのゲーリー・サウスショア・レイルキャッツと契約した。5月17日の開幕を待たずして同月13日に自由契約となったが、これは選手枠調整のための一時的措置であり、後日改めて再契約された。7月13日にアトランティック・リーグのシュガーランド・スキーターズに移籍。
2019年2月25日、リーガ・メヒカーナ・デ・ベイスボルのレオン・ブラボーズへ移籍。背番号は10。26試合に登板し、8勝14敗、防御率5.98の成績を残す。この年はオールスターに選ばれた上に154三振を奪い、リーグ最多奪三振のタイトルを獲得した。シーズン後は翌年も残留する見通しであったが、2020年1月9日、チームの投手陣の再編を進められ、トレードもまとまらず、退団する見通しであることが地元紙で報じられた。なお、球団に契約内容不履行や給与支払い遅延などの問題があったため、久保自身もレオンでのプレー続行は望んでいなかったという。

### 日本へ帰国
2020年も現役続行の意向で、所属先未定のまま日本で練習に励んでいたが、新型コロナウイルス流行の影響で練習を自粛せざるを得なくなった。台湾球界からオファーが届いたとされるが、久保はレオン以外のリーガ・メヒカーナ・デ・ベイスボル球団でのプレー続行を希望していた。その後、リーガ・メヒカーナ・デ・ベイスボルは2020年シーズンの開催が中止され、この年は海外リーグへの所属を断念。無職の状態で、国内で家族とともに過ごしており、新型コロナウイルス流行が収まり次第、海外で野球を再開する予定としている。
2021年6月6日、セ・パ交流戦のDeNA対ロッテ戦の開始前に行われた特別企画「伝説のOB1打席対決」に登場。ロッテOBの里崎智也と1打席真剣勝負を行い、レフトフライに打ち取った。球速は最速140km/hを計測した。
2022年は関西独立リーグ（さわかみ関西独立リーグ）の兵庫ブレイバーズで現役を続行。背番号は15に決まった。最後に野球チームに所属してから2年ほど経っており、「いきなり向こう（海外）でやるのは難しい」といった理由から、2021年後半に久保側から兵庫球団に“逆オファー”を行い入団が決まった。
2022年3月10日、堺シュライクスとのオープン戦に初登板したが、救援で1回を投げて与四球2、暴投1、2失点の内容だった。シーズン開幕後は4月15日の対堺戦（くら寿司スタジアム堺）で公式戦初登板。3対1の9回に登板し、与四球1、無安打無失点の投球でセーブを記録した。同年8月4日、同月11日に実施される北海道ベースボールリーグ・富良野ブルーリッジとの交流戦の後、そのまま現地にとどまって翌日から約2週間（8月23日まで）富良野にレンタル移籍することが発表された。このレンタル移籍は久保自身の提案により実施されたと報じられている。移籍前日の8月11日に富良野市民球場で会見を開き、「自分のできることは現場の選手にとっていい刺激になること。どんどん自分の経験などを富良野の選手のみなさんに伝えられたら」と抱負を話した。富良野では8月13日と21日の公式戦（いずれも相手はすながわリバーズ）にそれぞれ先発登板し、前者は3回を投げて自責点0、後者は5回を投げたが試合は敗戦という結果だった。富良野在籍中には、チームの開いた野球教室で、地元の中学生野球部選手への指導もおこなった。シーズン終了後の10月31日に、兵庫からの退団（自由契約）が発表された。

### 2度目の海外リーグ時代
2022年12月24日、ドイツ・ブンデスリーガのハンブルク・スティーラーズへの入団が発表された。背番号は27。
2023年、レギュラーシーズンでは15試合に先発し、11勝4敗となった。週間最優秀選手賞を2回受賞したほか、勝利数、投球回（122）、奪三振（104）、防御率（1.62）で同シーズンの北地区最高成績を記録し、北地区最優秀投手賞を受賞した。
帰国後の11月からはかつて所属した兵庫の練習に合流した。2024年3月、同月12日の対堺シュライクスのオープン戦限定で兵庫にスポット参加することになり、3月10日に選手登録された。しかし登板が予定されていたオープン戦は、雨天によるコンディション不良予測により、前日に中止が決定した。登板がないまま3月16日に選手登録が抹消され、19日に再度ドイツ・ハンブルクへ発った。
6月9日、ケルン・カージナルス戦に先発登板し、7回コールドながら完全試合を達成した。

### 日本再帰国
2025年3月1日、兵庫が久保と再契約したことを発表した。同チームには2024年3月のスポット参加以来の復帰となった。

## 選手としての特徴・人物

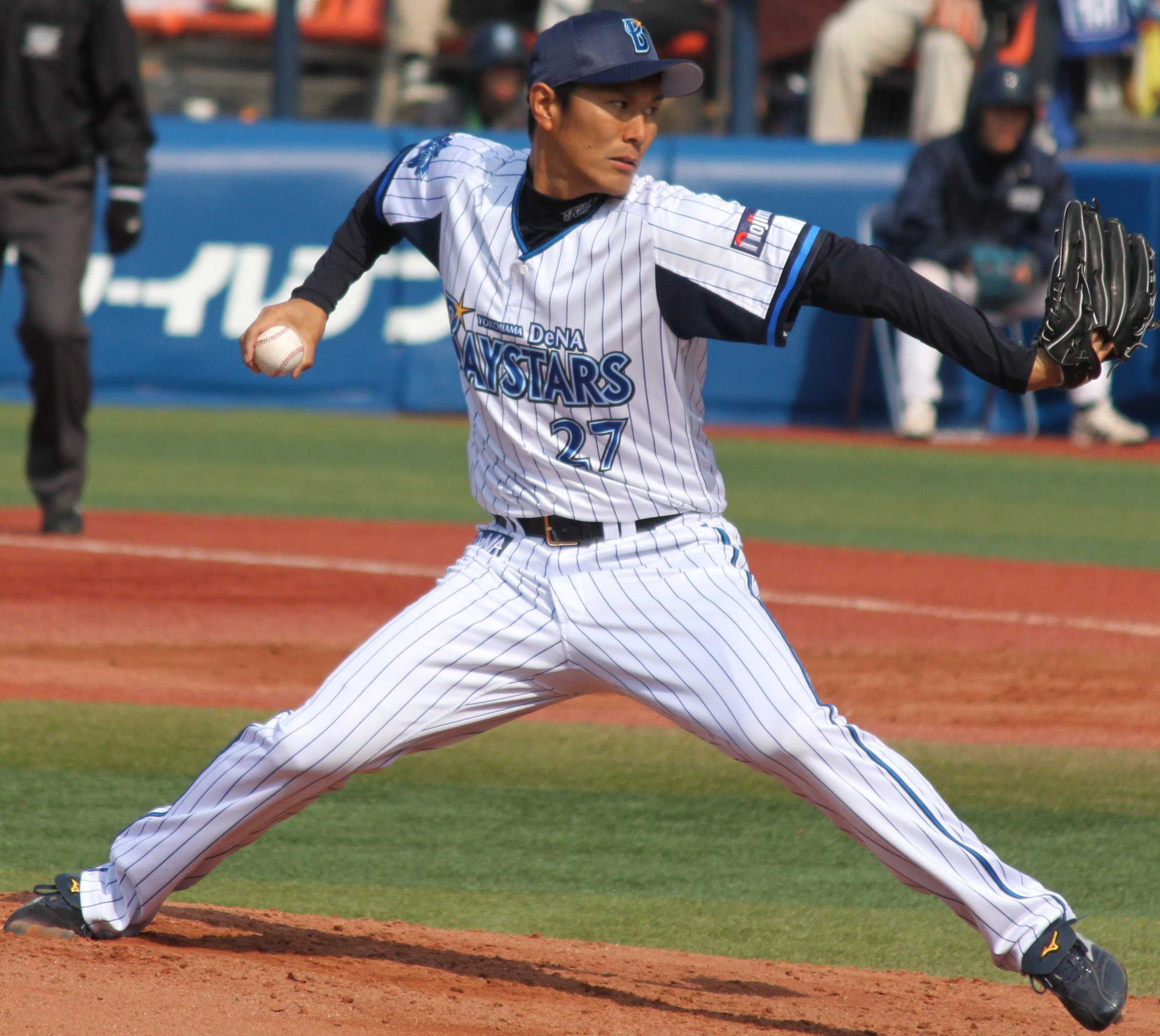
投球フォーム 2014年3月9日 横浜スタジアムにて

平均球速約142km/h、最速151km/hのストレートにスライダー、カット・ファスト・ボール、フォークボール、シュート、チェンジアップなどの多彩な球種を投げ分ける。コーナーを突く制球力に優れ、第一線を退いた後のドイツのリーグでもその制球力は健在である。
クイックモーションは通常は1.2秒台で及第点と言われているが、社会人時代には1秒を切って0.99秒を記録している。当時バッテリーを組んでいた岡﨑の二塁送球は1.8秒台（1.8 - 1.9秒台が「強肩」の基準）だったため、塁上の走者が盗塁を行うのは不可能に近かったという。ロッテで同僚だった渡辺俊介は自身の著書『アンダースロー論』の中で、「久保のクイックも速いけど、あれは全ての動作が速い。真似出来ません」と述べている。2013年シーズンに抑えで起用されることになったのも、このクイックモーションの速さが決め手の一つであった。
ロッテ在籍時の愛称は、松下電器（パナソニック）出身であることから「パナ」、および一般公募で決まった「ソニック」。
DeNA退団後は第一線ではプレーしない決断を下しており、「今、野球は趣味」「プロ野球から身を退いた時点で、野球はもう『仕事ではなくなった』という認識」「やりたい時に野球をやればいい、やりたくなければやらなかったらいい」と言い切っている。アメリカ独立リーグやリーガ・メヒカーナ・デ・ベイスボルといった海外の球団でプレーを続けているが、世界遺産巡りなどをして様々な国の文化や慣習を知りたいからだという。日本とは常識感の違った環境が多い中でも順応している様を見せている。「投げられる限り、メキシコでも中南米でも台湾、ヨーロッパでもプレーしてみたい。とにかく知らない世界を見たいんで」と世界中を冒険しつつ野球を続けたいという意向を示している。2020年は新型コロナ禍で海外リーグに行けず、所属球団がない状態となったが、そうなってからは特に練習やトレーニングも行っておらず、「体力や技術が落ちても、そのレベルに合わせて野球ができる場所はいくらでもある。頑張ることは今まで散々やってきたので、もういいです」と語っている。2021年12月、兵庫ブレイバーズへの入団会見で、現役にこだわる理由を問われた際、「特に現役にこだわるというのはいままで考えたことないです」「未だに現役かどうかも自分自身よく分かっていない状態なんですよね」と回答している。
野球への執着は薄く、第一線を退いてから、テレビでプロ野球中継を見ることは少なく、古巣を応援することもないという。コーチの誘いなどもあったようだが、「教えることに興味はない」「球界の外で、今までとは違うことをやる方が楽しい」と応じなかった。ただ、2021年5月27日の阪神対ロッテ3回戦では、サンテレビボックス席で初めて解説（当日は「ゲスト解説」）を務めた。ドイツのリーグへ移籍した後は、日本での現役時代に抱いていた違和感から、価値観の押し付けが横行する日本プロ野球界を痛烈に批判している。

## 詳細情報

### 年度別投手成績
| 年 度      | 球 団      | 登 板 | 先 発 | 完 投 | 完 封 | 無 四 球 | 勝 利 | 敗 戦 | セ 丨 ブ | ホ 丨 ル ド | 勝 率 | 打 者 | 投 球 回 | 被 安 打 | 被 本 塁 打 | 与 四 球 | 敬 遠 | 与 死 球 | 奪 三 振 | 暴 投 | ボ 丨 ク | 失 点 | 自 責 点 | 防 御 率 | W H I P |
| ---------- | ---------- | ----- | ----- | ----- | ----- | -------- | ----- | ----- | -------- | ----------- | ----- | ----- | -------- | -------- | ----------- | -------- | ----- | -------- | -------- | ----- | -------- | ----- | -------- | -------- | ------- |
| 2005       | ロッテ     | 19    | 18    | 5     | 3     | 0        | 10    | 3     | 0        | 0           | .769  | 506   | 121.2    | 120      | 13          | 26       | 0     | 6        | 84       | 5     | 0        | 52    | 46       | 3.40     | 1.20    |
| 2006       | ロッテ     | 23    | 22    | 1     | 0     | 0        | 7     | 13    | 0        | 0           | .350  | 605   | 140.1    | 153      | 11          | 32       | 3     | 11       | 119      | 1     | 1        | 73    | 71       | 4.55     | 1.32    |
| 2007       | ロッテ     | 21    | 19    | 2     | 0     | 0        | 9     | 8     | 0        | 2           | .529  | 532   | 128.1    | 139      | 11          | 11       | 0     | 8        | 82       | 6     | 0        | 62    | 57       | 4.00     | 1.17    |
| 2008       | ロッテ     | 33    | 12    | 1     | 0     | 0        | 4     | 7     | 0        | 7           | .364  | 412   | 91.0     | 104      | 10          | 33       | 1     | 6        | 70       | 5     | 0        | 52    | 50       | 4.95     | 1.51    |
| 2009       | 阪神       | 26    | 24    | 1     | 1     | 0        | 9     | 8     | 0        | 0           | .529  | 646   | 151.1    | 140      | 14          | 50       | 0     | 16       | 113      | 9     | 0        | 66    | 63       | 3.75     | 1.26    |
| 2010       | 阪神       | 29    | 29    | 4     | 1     | 0        | 14    | 5     | 0        | 0           | .737  | 819   | 202.1    | 183      | 22          | 45       | 5     | 12       | 158      | 4     | 0        | 75    | 73       | 3.25     | 1.13    |
| 2011       | 阪神       | 20    | 20    | 0     | 0     | 0        | 8     | 8     | 0        | 0           | .500  | 471   | 109.2    | 108      | 10          | 36       | 2     | 4        | 73       | 0     | 0        | 53    | 46       | 3.78     | 1.31    |
| 2012       | 阪神       | 18    | 16    | 1     | 0     | 0        | 4     | 7     | 0        | 0           | .364  | 442   | 108.0    | 99       | 7           | 25       | 0     | 5        | 65       | 2     | 0        | 31    | 28       | 2.33     | 1.15    |
| 2013       | 阪神       | 44    | 0     | 0     | 0     | 0        | 3     | 4     | 6        | 11          | .429  | 224   | 53.2     | 48       | 4           | 17       | 4     | 2        | 46       | 2     | 0        | 19    | 17       | 2.85     | 1.25    |
| 2014       | DeNA       | 28    | 28    | 2     | 1     | 1        | 12    | 6     | 0        | 0           | .667  | 759   | 178.1    | 181      | 8           | 54       | 1     | 11       | 119      | 12    | 1        | 68    | 66       | 3.33     | 1.32    |
| 2015       | DeNA       | 21    | 21    | 2     | 1     | 1        | 8     | 7     | 0        | 0           | .533  | 523   | 122.1    | 130      | 16          | 27       | 0     | 5        | 88       | 3     | 1        | 64    | 56       | 4.12     | 1.28    |
| 2016       | DeNA       | 15    | 15    | 1     | 1     | 1        | 5     | 8     | 0        | 0           | .385  | 419   | 96.1     | 102      | 5           | 28       | 4     | 3        | 80       | 4     | 0        | 44    | 38       | 3.55     | 1.35    |
| 2017       | DeNA       | 7     | 7     | 0     | 0     | 0        | 4     | 2     | 0        | 0           | .667  | 172   | 37.0     | 46       | 6           | 14       | 2     | 0        | 33       | 1     | 0        | 30    | 22       | 5.35     | 1.62    |
| 通算：13年 | 通算：13年 | 304   | 231   | 20    | 8     | 3        | 97    | 86    | 6        | 20          | .530  | 6530  | 1540.1   | 1553     | 137         | 398      | 22    | 89       | 1130     | 54    | 3        | 689   | 633      | 3.70     | 1.27    |

- 2022年度シーズン終了時
- 各年度の太字はリーグ最高

### タイトル
- 最高勝率：1回（2010年） ※当時連盟表彰なし（セントラル・リーグでは、1972年までと2013年以降表彰）

### 表彰
- 新人王（2005年）
- 2005ゴールデン・ルーキー賞（2005年）
- 月間MVP：2回（投手部門：2005年6月、2010年6月）
- オールスターゲーム・ベストピッチャー賞：1回（2010年第2戦）
- サンスポMVP特別賞（2010年[56]）

### 記録
初記録
投手成績
- 初登板：2005年4月2日、対福岡ソフトバンクホークス2回戦（千葉マリンスタジアム）、7回表二死に3番手で救援登板、1/3回無失点
- 初先発・初勝利・初完投勝利・初完封勝利：2005年4月24日、対東北楽天ゴールデンイーグルス5回戦（フルキャストスタジアム宮城）
- 初奪三振：同上、2回裏に山﨑武司から空振り三振
- 初ホールド：2007年10月3日、対福岡ソフトバンクホークス24回戦（千葉マリンスタジアム）、6回表に2番手で救援登板、1回無失点
- 初セーブ：2013年4月11日、対読売ジャイアンツ3回戦（阪神甲子園球場）、9回表に3番手で救援登板・完了、1回無失点

打撃成績
- 初安打：2005年5月26日、対読売ジャイアンツ3回戦（東京ドーム）、3回表に工藤公康から中前安打
- 初打点：同上、5回表に真田裕貴から中堅フェンス直撃2点適時二塁打

節目の記録
- 1000投球回：2012年8月1日、対東京ヤクルトスワローズ12回戦（阪神甲子園球場）、4回表一死目に畠山和洋を見逃し三振で達成 ※史上328人目
- 1000奪三振：2015年7月13日、対読売ジャイアンツ11回戦（横浜スタジアム）、3回表に長野久義から空振り三振 ※史上143人目
- 1500投球回：2016年8月24日、対阪神タイガース18回戦（横浜スタジアム）、1回表無死目に上本博紀を左飛で達成 ※史上174人目

その他の記録
- 開幕投手：2回（2006年、2015年）
- オールスターゲーム出場：1回（2010年）
- 全球団勝利：2009年7月14日、対中日ドラゴンズ9回戦（阪神甲子園球場）※史上7人目（プロ5年目・28歳11か月・通算34勝目での達成はいずれも最速）

| #  | 日付          | 対戦球団                          | 球場                       | 登板 | 内容              | 通算勝利数 |
| -- | ------------- | --------------------------------- | -------------------------- | ---- | ----------------- | ---------- |
| 1  | 2005年4月24日 | 東北楽天ゴールデンイーグルス5回戦 | フルキャストスタジアム宮城 | 先発 | 9回完封勝利       | 1          |
| 2  | 5月19日       | 広島東洋カープ3回戦               | 広島市民球場               | 先発 | 9回1失点完投勝利  | 3          |
| 3  | 5月26日       | 読売ジャイアンツ3回戦             | 東京ドーム                 | 先発 | 6回7失点          | 4          |
| 4  | 6月26日       | オリックス・バファローズ6回戦     | スカイマークスタジアム     | 先発 | 9回完封勝利       | 7          |
| 5  | 7月20日       | 北海道日本ハムファイターズ13回戦  | 札幌ドーム                 | 先発 | 7回4失点          | 8          |
| 6  | 9月17日       | 西武ライオンズ19回戦              | 千葉マリンスタジアム       | 先発 | 9回完封勝利       | 10         |
| 7  | 2006年5月18日 | 横浜ベイスターズ3回戦             | 横浜スタジアム             | 先発 | 8回無失点         | 13         |
| 8  | 5月25日       | 阪神タイガース5回戦               | 千葉マリンスタジアム       | 先発 | 7回1失点          | 14         |
| 9  | 6月1日        | 東京ヤクルトスワローズ3回戦       | 千葉マリンスタジアム       | 先発 | 8回無失点         | 15         |
| 10 | 2007年5月11日 | 福岡ソフトバンクホークス7回戦     | 千葉マリンスタジアム       | 先発 | 7回無失点         | 20         |
| 11 | 2009年5月25日 | 千葉ロッテマリーンズ1回戦         | 阪神甲子園球場             | 先発 | 6回2失点（自責1） | 31         |
| 12 | 7月14日       | 中日ドラゴンズ9回戦               | 阪神甲子園球場             | 先発 | 7回3失点          | 34         |

### 日本独立リーグでの年度別投手成績
| 年 度     | 球 団     | 登 板 | 先 発 | 完 投 | 完 封 | 無 四 球 | 勝 利 | 敗 戦 | セ 丨 ブ | ホ 丨 ル ド | 勝 率 | 打 者 | 投 球 回 | 被 安 打 | 被 本 塁 打 | 与 四 球 | 敬 遠 | 与 死 球 | 奪 三 振 | 暴 投 | ボ 丨 ク | 失 点 | 自 責 点 | 防 御 率 | W H I P |
| --------- | --------- | ----- | ----- | ----- | ----- | -------- | ----- | ----- | -------- | ----------- | ----- | ----- | -------- | -------- | ----------- | -------- | ----- | -------- | -------- | ----- | -------- | ----- | -------- | -------- | ------- |
| 2022      | 兵庫      | 14    | 1     | 0     | 0     | 0        | 0     | 1     | 1        | 3           | .000  | 67    | 16.0     | 16       | 3           | 3        | -     | 0        | 19       | 0     | 0        | 10    | 9        | 5.06     | 1.19    |
| 通算：1年 | 通算：1年 | 14    | 1     | 0     | 0     | 0        | 0     | 1     | 1        | 3           | .000  | 67    | 16.0     | 16       | 3           | 3        | -     | 0        | 19       | 0     | 0        | 10    | 9        | 5.06     | 1.19    |

- 2022年度シーズン終了時

### 背番号
- 16（2005年 - 2008年）
- 34（2009年 - 2013年）
- 27（2014年 - 2017年、2023年）
- 10（2019年）
- 15（2022年、2025年 - ）
- 14（2022年） ※富良野での背番号

### 登場曲
- Everybody (BACKSTREET'S BACK) - BACKSTREET BOYS（2014年）
- R.Y.U.S.E.I. - 三代目 J Soul Brothers from EXILE TRIBE, MONSTER - BIGBANG, Dragon Night - SEKAI NO OWARI（2015年 - ）
- Sonatine I - 久石譲（2016年）
- Heat Miser - Massive Attack（2017年）